# Thwaitesia splendida
Thwaitesia splendida är en spindelart som beskrevs av Eugen von Keyserling 1884. Thwaitesia splendida ingår i släktet Thwaitesia och familjen klotspindlar. Inga underarter finns listade i Catalogue of Life.